# جان كوم
جان كوم (بالإنجليزية: Jan Koum)‏ مواليد 24 فبراير 1976 في كييف، جمهورية أوكرانيا السوفيتية الاشتراكية، الاتحاد السوفيتي،
هو مهندس كمبيوتر ورائد أعمال انترنت أميركي. والرئيس التنفيذي لـ واتس آب (WhatsApp). وفي عام 2009، قام مع شريكة بريان أكتون، بتأسيس برنامج التراسل للهاتف الجوال واتس آب (WhatsApp)، والذي اشترتها في فبراير 2014 شركة فيسبوك، بمبلغ 19 مليار دولار.

## جان كوم يستقيل من الفيس بوك
أعلن مؤسس تطبيق واتساب جان كوم استقالته مساء الاثنين عبر منشور "مؤثر" نشره على حسابه على فيسبوك قائلا: "لقد حان وقت
."المغادرة، لقد كنت محظوظا بالعمل مع هذا الفريق الصغير لتقديم تطبيق يستخدمه عدد هائل من الأشخاص في جميع أنحاء العالم
وأضاف: "سأغادر في الوقت الذي يستخدم فيه الناس تطبيق واتساب بطرق أكثر بكثير مما كنت أتصوره، وفريق العمل أقوى من أي وقت
."مضى، وسيستمر في القيام بأشياء مذهلة
كما أوضح قائلا:" سآخذ بعض الوقت لأقوم بأشياء أستمتع بها خارج نطاق التكنولوجيا، مثل جمع سيارات البورش النادرة، أو لعب الفريسبي
.في الهواء الطلق"، إلا أنه أكد أنه سيتابع دوما أعمال وتطورات مسيرة واتساب ولكن من "خارج" الشركة، بحسب تعبيره
. «وختم رسالته» المؤثرة«شاكرا» كل من جعل هذه الرحلة ممكنة
ويأتي تخلي كوم عن منصبه فيمجلس إدارة فيسبوك بسبب عدم موافقته على طريقة استخدام فيسبوك للبيانات الشخصية للمستخدمين
.وكذلك محاولات فيسبوك لتقليل مستوى تشفير البيانات
وقد علق مارك زوكربيرغ على منشور كوم بما يلي: "جان، سأفتقد العمل بالقرب منك، وأنا ممتن لكل شيء قمت بفعله لمساعدة العالم على التواصل ولكل شيء علمتني إياه وخصوصا التشفير وقدرته على نقل القوة من الأنظمة المركزية ووضعها بين أيدي الناس، وهذه القيم ستظل
."دائما في قلب واتساب

## روابط خارجية
- جان كوم على موقع مونزينجر (الألمانية)